# Liste des médaillés olympiques en escrime
Cet article présente la liste des escrimeurs et escrimeuses médaillés aux Jeux olympiques.

## Épreuves individuelles

### Médaillés masculins

#### Fleuretmasculin individuel
| Édition                                   | Or                            | Argent                       | Bronze                                 |
| Athènes 1896                              | Eugène-Henri Gravelotte (FRA) | Henri Callot (FRA)           | Periklís Pierrákos-Mavromichális (GRE) |
| Paris 1900                                | Émile Coste (FRA)             | Henri Masson (FRA)           | Marcel Boulenger (FRA)                 |
| Saint-Louis 1904                          | Ramón Fonst (CUB)             | Albertson Van Zo Post (USA)  | Charles Tatham (USA)                   |
| Londres 1908                              | Épreuve non programmée        | Épreuve non programmée       | Épreuve non programmée                 |
| Stockholm 1912                            | Nedo Nadi (ITA)               | Pietro Speciale (ITA)        | Richard Verderber (AUT)                |
| Anvers 1920                               | Nedo Nadi (ITA)               | Philippe Cattiau (FRA)       | Roger Ducret (FRA)                     |
| Paris 1924                                | Roger Ducret (FRA)            | Philippe Cattiau (FRA)       | Maurice E. van Damme (BEL)             |
| Amsterdam 1928                            | Lucien Gaudin (FRA)           | Erwin Casmir (GER)           | Giulio Gaudini (ITA)                   |
| Los Angeles 1932                          | Gustavo Marzi (ITA)           | Joseph L. Levis (USA)        | Giulio Gaudini (ITA)                   |
| Berlin 1936                               | Giulio Gaudini (ITA)          | Edouard Gardère (FRA)        | Giorgio Bocchino (ITA)                 |
| Londres 1948                              | Jehan Buhan (FRA)             | Christian d'Oriola (FRA)     | Lajos Maszlay (HUN)                    |
| Helsinki 1952                             | Christian d'Oriola (FRA)      | Edoardo Mangiarotti (ITA)    | Manlio Di Rosa (ITA)                   |
| Melbourne 1956                            | Christian d'Oriola (FRA)      | Giancarlo Bergamini (ITA)    | Antonio Spallino (ITA)                 |
| Rome 1960                                 | Victor Jdanovitch (URS)       | Iouri Sissikine (URS)        | Albert Axelrod (USA)                   |
| Tokyo 1964                                | Egon Franke (POL)             | Jean-Claude Magnan (FRA)     | Daniel Revenu (FRA)                    |
| Mexico 1968                               | Ion Drimba (ROU)              | Jenő Kamuti (HUN)            | Daniel Revenu (FRA)                    |
| Munich 1972                               | Witold Woyda (POL)            | Jenő Kamuti (HUN)            | Christian Noel (FRA)                   |
| Montréal 1976                             | Fabio Dal Zotto (ITA)         | Aleksander Romankov (URS)    | Bernard Talvard (FRA)                  |
| Moscou 1980                               | Vladimir Smirnov (URS)        | Pascal Jolyot (FRA)          | Aleksandr Romankov (URS)               |
| Los Angeles 1984                          | Mauro Numa (ITA)              | Matthias Behr (FRG)          | Stefano Cerioni (ITA)                  |
| Séoul 1988                                | Stefano Cerioni (ITA)         | Udo Wagner (GDR)             | Aleksandr Romankov (URS)               |
| Barcelone 1992                            | Philippe Omnès (FRA)          | Serhiy Holubytskyy (EUN)     | Elvis Gregory (CUB)                    |
| Atlanta 1996 (Résultats détaillés)        | Alessandro Puccini (ITA)      | Lionel Plumenail (FRA)       | Franck Boidin (FRA)                    |
| Sydney 2000 (Résultats détaillés)         | Kim Young-ho (KOR)            | Ralf Bissdorf (GER)          | Dmitri Shevchenko (RUS)                |
| Athènes 2004 (Résultats détaillés)        | Brice Guyart (FRA)            | Salvatore Sanzo (ITA)        | Andrea Cassarà (ITA)                   |
| Pékin 2008 (Résultats détaillés)          | Benjamin Kleibrink (GER)      | Yuki Ota (JPN)               | Salvatore Sanzo (ITA)                  |
| Londres 2012 (Résultats détaillés)        | Lei Sheng (CHN)               | Alaaeldin Abouelkassem (EGY) | Choi Byung-chul (KOR)                  |
| Rio de Janeiro 2016 (Résultats détaillés) | Daniele Garozzo (ITA)         | Alexander Massialas (USA)    | Timur Safin (RUS)                      |
| Tokyo 2020 (Résultats détaillés)          | Cheung Ka Long (HKG)          | Daniele Garozzo (ITA)        | Alexander Choupenitch (CZE)            |
| Paris 2024 (Résultats détaillés)          | Cheung Ka Long (HKG)          | Filippo Macchi (ITA)         | Nick Itkin (USA)                       |

#### Épéemasculine individuelle
| Édition                                   | Or                               | Argent                      | Bronze                              |
| Paris 1900                                | Ramón Fonst (CUB)                | Louis Perrée (FRA)          | Léon Sée (FRA)                      |
| Saint-Louis 1904                          | Ramón Fonst (CUB)                | Charles Tatham (USA)        | Albertson Van Zo Post (USA)         |
| Londres 1908                              | Gaston Alibert (FRA)             | Alexandre Lippmann (FRA)    | Eugène Olivier (FRA)                |
| Stockholm 1912                            | Paul Anspach (BEL)               | Ivan Osiier (DEN)           | Philippe le Hardy de Beaulieu (BEL) |
| Anvers 1920                               | Armand Massard (FRA)             | Alexandre Lippmann (FRA)    | Gustave Buchard (FRA)               |
| Paris 1924                                | Charles Delporte (BEL)           | Roger Ducret (FRA)          | Nils Hellsten (SWE)                 |
| Amsterdam 1928                            | Lucien Gaudin (FRA)              | Georges Buchard (FRA)       | George Calnan (USA)                 |
| Los Angeles 1932                          | Giancarlo Cornaggia Medici (ITA) | Georges Buchard (FRA)       | Carlo Agostoni (ITA)                |
| Berlin 1936                               | Franco Riccardi (ITA)            | Saverio Ragno (ITA)         | Giancarlo Cornaggia Medici (ITA)    |
| Londres 1948                              | Luigi Cantone (ITA)              | Oswald Zappelli (SUI)       | Edoardo Mangiarotti (ITA)           |
| Helsinki 1952                             | Edoardo Mangiarotti (ITA)        | Dario Mangiarotti (ITA)     | Oswald Zappelli (SUI)               |
| Melbourne 1956                            | Carlo Pavesi (ITA)               | Giuseppe Delfino (ITA)      | Edoardo Mangiarotti (ITA)           |
| Rome 1960                                 | Giuseppe Delfino (ITA)           | Allan Jay (GBR)             | Bruno Habarovs (URS)                |
| Tokyo 1964                                | Grigori Kriss (URS)              | Bill Hoskyns (GBR)          | Guram Kostava (URS)                 |
| Mexico 1968                               | Gyözö Kulcsár (HUN)              | Grigori Kriss (URS)         | Gianluigi Saccaro (ITA)             |
| Munich 1972                               | Csaba Fenyvesi (HUN)             | Jacques Ladegaillerie (FRA) | Gyözö Kulcsár (HUN)                 |
| Montréal 1976                             | Alexander Pusch (FRG)            | Hans-Jürgen Hehn (FRG)      | Gyözö Kulcsár (HUN)                 |
| Moscou 1980                               | Johan Harmenberg (SWE)           | Ernő Kolczonay (HUN)        | Philippe Riboud (FRA)               |
| Los Angeles 1984                          | Philippe Boisse (FRA)            | Björne Väggö (SWE)          | Philippe Riboud (FRA)               |
| Séoul 1988                                | Arnd Schmitt (FRG)               | Philippe Riboud (FRA)       | Andrei Shuvalov (URS)               |
| Barcelone 1992                            | Éric Srecki (FRA)                | Pavel Kolobkov (EUN)        | Jean-Michel Henry (FRA)             |
| Atlanta 1996 (Résultats détaillés)        | Aleksandr Beketov (RUS)          | Ivan Trevejo (CUB)          | Géza Imre (HUN)                     |
| Sydney 2000 (Résultats détaillés)         | Pavel Kolobkov (RUS)             | Hugues Obry (FRA)           | Lee Sang-ki (KOR)                   |
| Athènes 2004 (Résultats détaillés)        | Marcel Fischer (SUI)             | Wang Lei (CHN)              | Pavel Kolobkov (RUS)                |
| Pékin 2008 (Résultats détaillés)          | Matteo Tagliariol (ITA)          | Fabrice Jeannet (FRA)       | José Luis Abajo (ESP)               |
| Londres 2012 (Résultats détaillés)        | Rubén Limardo (VEN)              | Bartosz Piasecki (NOR)      | Jung Jin-sun (KOR)                  |
| Rio de Janeiro 2016 (Résultats détaillés) | Park Sang-young (KOR)            | Géza Imre (HUN)             | Gauthier Grumier (FRA)              |
| Tokyo 2020 (Résultats détaillés)          | Romain Cannone (FRA)             | Gergely Siklósi (HUN)       | Ihor Reizlin (UKR)                  |
| Paris 2024 (Résultats détaillés)          | Kōki Kanō (JPN)                  | Yannick Borel (FRA)         | Mohamed El-Sayed (EGY)              |

#### Sabremasculin individuel
| Édition                                   | Or                          | Argent                     | Bronze                           |
| Athènes 1896                              | Ioannis Georgiadis (GRE)    | Tilémachos Karákalos (GRE) | Holger Nielsen (DEN)             |
| Paris 1900                                | Georges de la Falaise (FRA) | Léon Thiébaut (FRA)        | Siegfried Flesch (AUT)           |
| Saint-Louis 1904                          | Manuel Diaz (CUB)           | William Grebe (USA)        | Albertson Van Zo Post (USA)      |
| Londres 1908                              | Jenő Fuchs (HUN)            | Béla Zulavszky (HUN)       | Vilém Goppold von Lobsdorf (BOH) |
| Stockholm 1912                            | Jenő Fuchs (HUN)            | Béla Békessy (HUN)         | Ervin Mészáros (HUN)             |
| Anvers 1920                               | Nedo Nadi (ITA)             | Aldo Nadi (ITA)            | Adrianus de Jong (NED)           |
| Paris 1924                                | Sándor Posta (HUN)          | Roger Ducret (FRA)         | János Garay (HUN)                |
| Amsterdam 1928                            | Ödön Tersztyánszky (HUN)    | Attila Petschauer (HUN)    | Bino Bini (ITA)                  |
| Los Angeles 1932                          | György Piller (HUN)         | Giulio Gaudini (ITA)       | Endre Kabos (HUN)                |
| Berlin 1936                               | Endre Kabos (HUN)           | Gustavo Marzi (ITA)        | Aladár Gerevich (HUN)            |
| Londres 1948                              | Aladár Gerevich (HUN)       | Vincenzo Pinton (ITA)      | Pál Kovács (HUN)                 |
| Helsinki 1952                             | Pál Kovács (HUN)            | Aladár Gerevich (HUN)      | Tibor Berczelly (HUN)            |
| Melbourne 1956                            | Rudolf Kárpáti (HUN)        | Jerzy Pawłowski (POL)      | Lev Kuznetsov (URS)              |
| Rome 1960                                 | Rudolf Kárpáti (HUN)        | Zoltán Horváth (HUN)       | Wladimiro Calarese (ITA)         |
| Tokyo 1964                                | Tibor Pezsa (HUN)           | Claude Arabo (FRA)         | Umyar Mavlikhanov (URS)          |
| Mexico 1968                               | Jerzy Pawlowski (POL)       | Mark Rakita (URS)          | Tibor Pézsa (HUN)                |
| Munich 1972                               | Viktor Sidjak (URS)         | Péter Marót (HUN)          | Vladimir Nazlymov (URS)          |
| Montréal 1976                             | Viktor Krovopouskov (URS)   | Vladimir Nazlymov (URS)    | Viktor Sidjak (URS)              |
| Moscou 1980                               | Viktor Krovopouskov (URS)   | Mikhaïl Bourtsev (URS)     | Imre Gedővári (HUN)              |
| Los Angeles 1984                          | Jean-François Lamour (FRA)  | Marco Marin (ITA)          | Peter Westbrook (USA)            |
| Séoul 1988                                | Jean-François Lamour (FRA)  | Janusz Olech (POL)         | Giovanni Scalzo (ITA)            |
| Barcelone 1992                            | Bence Szabó (HUN)           | Marco Marin (ITA)          | Jean-François Lamour (FRA)       |
| Atlanta 1996 (Résultats détaillés)        | Stanislav Pozdniakov (RUS)  | Serguei Charikov (RUS)     | Damien Touya (FRA)               |
| Sydney 2000 (Résultats détaillés)         | Mihai Covaliu (ROU)         | Mathieu Gourdain (FRA)     | Wiradech Kothny (GER)            |
| Athènes 2004 (Résultats détaillés)        | Aldo Montano (ITA)          | Zsolt Nemcsik (HUN)        | Vladyslav Tretyak (UKR)          |
| Pékin 2008 (Résultats détaillés)          | Zhong Man (CHN)             | Nicolas Lopez (FRA)        | Mihai Covaliu (ROU)              |
| Londres 2012 (Résultats détaillés)        | Áron Szilágyi (HUN)         | Diego Occhiuzzi (ITA)      | Nikolay Kovalev (RUS)            |
| Rio de Janeiro 2016 (Résultats détaillés) | Áron Szilágyi (HUN)         | Daryl Homer (USA)          | Kim Jung-hwan (KOR)              |
| Tokyo 2020 (Résultats détaillés)          | Áron Szilágyi (HUN)         | Luigi Samele (ITA)         | Kim Jung-hwan (KOR)              |
| Paris 2024 (Résultats détaillés)          | Oh Sang-uk (KOR)            | Farès Ferjani (TUN)        | Luigi Samele (ITA)               |

#### Épreuves occasionnelles

##### Épée,Maître d'armes
| Édition    | Or                | Argent                | Bronze              |
| Paris 1900 | Albert Ayat (FRA) | Gilbert Bougnol (FRA) | Henri Laurent (FRA) |

##### Épée, Amateurs etMaître d'armes
| Édition    | Or                | Argent            | Bronze         |
| Paris 1900 | Albert Ayat (FRA) | Ramón Fonst (CUB) | Léon Sée (FRA) |

##### Fleuret,Maître d'armes
| Édition      | Or                    | Argent                     | Bronze                       |
| Athènes 1896 | Leonidas Pyrgos (GRE) | Joanni Perronet (FRA)      | non décernée                 |
| Paris 1900   | Lucien Mérignac (FRA) | Alphonse Kirchhoffer (FRA) | Jean-Baptiste Mimiague (FRA) |

##### Sabre,Maître d'armes
| Édition    | Or                  | Argent               | Bronze              |
| Paris 1900 | Antonio Conte (ITA) | Italo Santelli (ITA) | Milan Neralić (AUT) |

##### Bâton
| Édition          | Or                          | Argent                 | Bronze              |
| Saint-Louis 1904 | Albertson Van Zo Post (USA) | William O'Connor (USA) | William Grebe (USA) |

### Médaillées féminines

#### Fleuretféminin individuel
| Édition                                   | Or                            | Argent                        | Bronze                      |
| Paris 1924                                | Ellen Osiier (DEN)            | Gladys Davies (GBR)           | Grete Heckscher (DEN)       |
| Amsterdam 1928                            | Helene Mayer (GER)            | Muriel Freeman (GBR)          | Olga Oelkers (GER)          |
| Los Angeles 1932                          | Ellen Preis (AUT)             | Judy Guinness (GBR)           | Erna Bogen (HUN)            |
| Berlin 1936                               | Ilona Elek (HUN)              | Helene Mayer (GER)            | Ellen Preis (AUT)           |
| Londres 1948                              | Ilona Elek (HUN)              | Karen Lachmann (DEN)          | Ellen Mueller (AUT)         |
| Helsinki 1952                             | Irene Camber (ITA)            | Ilona Elek (HUN)              | Karen Lachmann (DEN)        |
| Melbourne 1956                            | Gillian Sheen (GBR)           | Olga Orbán (ROU)              | Renee Garilhe (FRA)         |
| Rome 1960                                 | Heidi Schmid (EUA)            | Valentina Rastvorova (URS)    | Maria Vicol (ROU)           |
| Tokyo 1964                                | Ildikó Rejtő (HUN)            | Helga Mees (EUA)              | Antonella Ragno (ITA)       |
| Mexico 1968                               | Yelena Novikova (URS)         | Maria del Pilar Roldan (MEX)  | Ildikó Rejtő (HUN)          |
| Munich 1972                               | Antonella Ragno-Lonzi (ITA)   | Ildikó Bóbis (HUN)            | Galina Gorokhova (URS)      |
| Montréal 1976                             | Ildikó Schwarczenberger (HUN) | Maria Consolata Collino (ITA) | Elena Novikova-Belova (URS) |
| Moscou 1980                               | Pascale Trinquet (FRA)        | Magda Maros (HUN)             | Barbara Wysoczańska (POL)   |
| Los Angeles 1984                          | Luan Jujie (CHN)              | Cornelia Hanisch (FRG)        | Dorina Vaccaroni (ITA)      |
| Séoul 1988                                | Anja Fichtel (FRG)            | Sabine Bau (FRG)              | Zita Funkenhauser (FRG)     |
| Barcelone 1992                            | Giovanna Trillini (ITA)       | Wang Huifeng (CHN)            | Tatyana Sadovskaya (EUN)    |
| Atlanta 1996 (Résultats détaillés)        | Laura Badea (ROU)             | Valentina Vezzali (ITA)       | Giovanna Trillini (ITA)     |
| Sydney 2000 (Résultats détaillés)         | Valentina Vezzali (ITA)       | Rita König (GER)              | Giovanna Trillini (ITA)     |
| Athènes 2004 (Résultats détaillés)        | Valentina Vezzali (ITA)       | Giovanna Trillini (ITA)       | Sylwia Gruchała (POL)       |
| Pékin 2008 (Résultats détaillés)          | Valentina Vezzali (ITA)       | Nam Hyun-hee (KOR)            | Margherita Granbassi (ITA)  |
| Londres 2012 (Résultats détaillés)        | Elisa Di Francisca (ITA)      | Arianna Errigo (ITA)          | Valentina Vezzali (ITA)     |
| Rio de Janeiro 2016 (Résultats détaillés) | Inna Deriglazova (RUS)        | Elisa Di Francisca (ITA)      | Inès Boubakri (TUN)         |
| Tokyo 2020 (Résultats détaillés)          | Lee Kiefer (USA)              | Inna Deriglazova (ROC)        | Larisa Korobeynikova (ROC)  |
| Paris 2024 (Résultats détaillés)          | Lee Kiefer (USA)              | Lauren Scruggs (USA)          | Eleanor Harvey (CAN)        |

#### Épéeféminine individuelle
| Édition                                   | Or                     | Argent                       | Bronze                      |
| Atlanta 1996 (Résultats détaillés)        | Laura Flessel (FRA)    | Valérie Barlois (FRA)        | Gyöngyi Szalay (HUN)        |
| Sydney 2000 (Résultats détaillés)         | Tímea Nagy (HUN)       | Gianna Hablützel-Bürki (SUI) | Laura Flessel-Colovic (FRA) |
| Athènes 2004 (Résultats détaillés)        | Tímea Nagy (HUN)       | Laura Flessel-Colovic (FRA)  | Maureen Nisima (FRA)        |
| Pékin 2008 (Résultats détaillés)          | Britta Heidemann (GER) | Ana Maria Brânză (ROU)       | Ildiko Mincza-Nebald (HUN)  |
| Londres 2012 (Résultats détaillés)        | Yana Shemyakina (UKR)  | Britta Heidemann (GER)       | Sun Yujie (CHN)             |
| Rio de Janeiro 2016 (Résultats détaillés) | Emese Szász (HUN)      | Rossella Fiamingo (ITA)      | Sun Yiwen (CHN)             |
| Tokyo 2020 (Résultats détaillés)          | Sun Yiwen (CHN)        | Ana Maria Popescu (ROU)      | Katrina Lehis (EST)         |
| Paris 2024 (Résultats détaillés)          | Kong Man Wai (HKG)     | Auriane Mallo-Breton (FRA)   | Eszter Muhari (HUN)         |

#### Sabreféminin individuel
| Édition                                   | Or                      | Argent               | Bronze              |
| Athènes 2004 (Résultats détaillés)        | Mariel Zagunis (USA)    | Tan Xue (CHN)        | Sada Jacobson (USA) |
| Pékin 2008 (Résultats détaillés)          | Mariel Zagunis (USA)    | Sada Jacobson (USA)  | Rebecca Ward (USA)  |
| Londres 2012 (Résultats détaillés)        | Kim Ji-yeon (KOR)       | Sofia Velikaïa (RUS) | Olha Kharlan (UKR)  |
| Rio de Janeiro 2016 (Résultats détaillés) | Yana Egorian (RUS)      | Sofia Velikaïa (RUS) | Olha Kharlan (UKR)  |
| Tokyo 2020 (Résultats détaillés)          | Sofia Pozdniakova (ROC) | Sofia Velikaïa (ROC) | Manon Brunet (FRA)  |
| Paris 2024 (Résultats détaillés)          | Manon Brunet (FRA)      | Sara Balzer (FRA)    | Olha Kharlan (UKR)  |

## Épreuves par équipes

### Équipes masculines

#### Fleuretmasculin équipes
| Édition                                   | Or                     | Argent                     | Bronze                 |
| Saint-Louis 1904                          | Cuba (CUB)             | États-Unis (USA)           | non décernée           |
| Londres 1908                              | Épreuve non programmée | Épreuve non programmée     | Épreuve non programmée |
| Stockholm 1912                            | Épreuve non programmée | Épreuve non programmée     | Épreuve non programmée |
| Anvers 1920                               | Italie (ITA)           | France (FRA)               | États-Unis (USA)       |
| Paris 1924                                | France (FRA)           | Belgique (BEL)             | Hongrie (HUN)          |
| Amsterdam 1928                            | Italie (ITA)           | France (FRA)               | Argentine (ARG)        |
| Los Angeles 1932                          | France (FRA)           | Italie (ITA)               | États-Unis (USA)       |
| Berlin 1936                               | Italie (ITA)           | France (FRA)               | Allemagne (GER)        |
| Londres 1948                              | France (FRA)           | Italie (ITA)               | Belgique (BEL)         |
| Helsinki 1952                             | France (FRA)           | Italie (ITA)               | Hongrie (HUN)          |
| Melbourne 1956                            | Italie (ITA)           | France (FRA)               | Hongrie (HUN)          |
| Rome 1960                                 | Union soviétique (URS) | Italie (ITA)               | Allemagne (EUA)        |
| Tokyo 1964                                | Union soviétique (URS) | Pologne (POL)              | France (FRA)           |
| Mexico 1968                               | France (FRA)           | Union soviétique (URS)     | Pologne (POL)          |
| Munich 1972                               | Pologne (POL)          | Union soviétique (URS)     | France (FRA)           |
| Montréal 1976                             | RFA (FRG)              | Italie (ITA)               | France (FRA)           |
| Moscou 1980                               | France (FRA)           | Union soviétique (URS)     | Pologne (POL)          |
| Los Angeles 1984                          | Italie (ITA)           | RFA (FRG)                  | France (FRA)           |
| Séoul 1988                                | Union soviétique (URS) | RFA (FRG)                  | Hongrie (HUN)          |
| Barcelone 1992                            | Allemagne (GER)        | Cuba (CUB)                 | Pologne (POL)          |
| Atlanta 1996 (Résultats détaillés)        | Russie (RUS)           | Pologne (POL)              | Cuba (CUB)             |
| Sydney 2000 (Résultats détaillés)         | France (FRA)           | Chine (CHN)                | Italie (ITA)           |
| Athènes 2004 (Résultats détaillés)        | Italie (ITA)           | Chine (CHN)                | Russie (RUS)           |
| Pékin 2008                                | Épreuve non programmée | Épreuve non programmée     | Épreuve non programmée |
| Londres 2012 (Résultats détaillés)        | Italie (ITA)           | Japon (JPN)                | Allemagne (GER)        |
| Rio de Janeiro 2016 (Résultats détaillés) | Russie (RUS)           | France (FRA)               | États-Unis (USA)       |
| Tokyo 2020 (Résultats détaillés)          | France                 | Comité olympique de Russie | États-Unis             |
| Paris 2024 (Résultats détaillés)          | Japon                  | Italie                     | France                 |

#### Épéemasculine équipes
| Édition                                   | Or                     | Argent                     | Bronze                            |
| Londres 1908                              | France (FRA)           | Grande-Bretagne (GBR)      | Belgique (BEL)                    |
| Stockholm 1912                            | Belgique (BEL)         | Grande-Bretagne (GBR)      | Pays-Bas (NED)                    |
| Anvers 1920                               | Italie (ITA)           | Belgique (BEL)             | France (FRA)                      |
| Paris 1924                                | France (FRA)           | Belgique (BEL)             | Italie (ITA)                      |
| Amsterdam 1928                            | Italie (ITA)           | France (FRA)               | Portugal (POR)                    |
| Los Angeles 1932                          | France (FRA)           | Italie (ITA)               | États-Unis (USA)                  |
| Berlin 1936                               | Italie (ITA)           | Suède (SWE)                | France (FRA)                      |
| Londres 1948                              | France (FRA)           | Italie (ITA)               | Suède (SWE)                       |
| Helsinki 1952                             | Italie (ITA)           | Suède (SWE)                | Suisse (SUI)                      |
| Melbourne 1956                            | Italie (ITA)           | Hongrie (HUN)              | France (FRA)                      |
| Rome 1960                                 | Italie (ITA)           | Grande-Bretagne (GBR)      | Union soviétique (URS)            |
| Tokyo 1964                                | Hongrie (HUN)          | Italie (ITA)               | France (FRA)                      |
| Mexico 1968                               | Hongrie (HUN)          | Union soviétique (URS)     | Pologne (POL)                     |
| Munich 1972                               | Hongrie (HUN)          | Suisse (SUI)               | Union soviétique (URS)            |
| Montréal 1976                             | Suède (SWE)            | RFA (FRG)                  | Suisse (SUI)                      |
| Moscou 1980                               | France (FRA)           | Pologne (POL)              | Union soviétique (URS)            |
| Los Angeles 1984                          | RFA (FRG)              | France (FRA)               | Italie (ITA)                      |
| Séoul 1988                                | France (FRA)           | RFA (FRG)                  | Union soviétique (URS)            |
| Barcelone 1992                            | Allemagne (GER)        | Hongrie (HUN)              | Équipe unifiée de l'ex-URSS (EUN) |
| Atlanta 1996 (Résultats détaillés)        | Italie                 | Russie (RUS)               | France (FRA)                      |
| Sydney 2000 (Résultats détaillés)         | Italie                 | France                     | Cuba (CUB)                        |
| Athènes 2004 (Résultats détaillés)        | France                 | Hongrie                    | Allemagne (GER)                   |
| Pékin 2008 (Résultats détaillés)          | France                 | Pologne                    | Italie                            |
| Londres 2012                              | Épreuve non programmée | Épreuve non programmée     | Épreuve non programmée            |
| Rio de Janeiro 2016 (Résultats détaillés) | France                 | Italie                     | Hongrie                           |
| Tokyo 2020 (Résultats détaillés)          | Japon                  | Comité olympique de Russie | Corée du Sud                      |
| Paris 2024 (Résultats détaillés)          | Hongrie                | Japon                      | Tchéquie                          |

#### Sabremasculin équipes
| Édition                            | Or                                | Argent                 | Bronze                 |
| Londres 1908                       | Hongrie (HUN)                     | Italie (ITA)           | Bohême (BOH)           |
| Stockholm 1912                     | Hongrie (HUN)                     | Autriche (AUT)         | Pays-Bas (NED)         |
| Anvers 1920                        | Italie (ITA)                      | France (FRA)           | Pays-Bas (NED)         |
| Paris 1924                         | Italie (ITA)                      | Hongrie (HUN)          | Pays-Bas (NED)         |
| Amsterdam 1928                     | Hongrie (HUN)                     | Italie (ITA)           | Pologne (POL)          |
| Los Angeles 1932                   | Hongrie (HUN)                     | Italie (ITA)           | Pologne (POL)          |
| Berlin 1936                        | Hongrie (HUN)                     | Italie (ITA)           | Allemagne (GER)        |
| Londres 1948                       | Hongrie (HUN)                     | Italie (ITA)           | États-Unis (USA)       |
| Helsinki 1952                      | Hongrie (HUN)                     | Italie (ITA)           | France (FRA)           |
| Melbourne 1956                     | Hongrie (HUN)                     | Pologne (POL)          | Union soviétique (URS) |
| Rome 1960                          | Hongrie (HUN)                     | Pologne (POL)          | Italie (ITA)           |
| Tokyo 1964                         | Union soviétique (URS)            | Italie (ITA)           | Pologne (POL)          |
| Mexico 1968                        | Union soviétique (URS)            | Italie (ITA)           | Hongrie (HUN)          |
| Munich 1972                        | Italie (ITA)                      | Union soviétique (URS) | Hongrie (HUN)          |
| Montréal 1976                      | Union soviétique (URS)            | Italie (ITA)           | Roumanie (ROU)         |
| Moscou 1980                        | Union soviétique (URS)            | Italie (ITA)           | Hongrie (HUN)          |
| Los Angeles 1984                   | Italie (ITA)                      | France (FRA)           | Roumanie (ROU)         |
| Séoul 1988                         | Hongrie (HUN)                     | Union soviétique (URS) | Italie (ITA)           |
| Barcelone 1992                     | Équipe unifiée de l'ex-URSS (EUN) | Hongrie (HUN)          | France (FRA)           |
| Atlanta 1996 (Résultats détaillés) | Russie (RUS)                      | Hongrie (HUN)          | Italie (ITA)           |
| Sydney 2000 (Résultats détaillés)  | Russie (RUS)                      | France (FRA)           | Allemagne (GER)        |
| Athènes 2004 (Résultats détaillés) | France (FRA)                      | Italie (ITA)           | Russie (RUS)           |
| Pékin 2008 (Résultats détaillés)   | France (FRA)                      | États-Unis (USA)       | Italie (ITA)           |
| Londres 2012 (Résultats détaillés) | Corée du Sud (KOR)                | Roumanie (ROU)         | Italie (ITA)           |
| Rio de Janeiro 2016                | Épreuve non programmée            | Épreuve non programmée | Épreuve non programmée |
| Tokyo 2020 (Résultats détaillés)   | Corée du Sud                      | Italie                 | Hongrie                |
| Paris 2024 (Résultats détaillés)   | Corée du Sud                      | Hongrie                | France                 |

### Équipes féminines

#### Fleuretféminin équipes
| Édition                            | Or                         | Argent                 | Bronze                 |
| Rome 1960                          | Union soviétique (URS)     | Hongrie (HUN)          | Italie (ITA)           |
| Tokyo 1964                         | Hongrie (HUN)              | Union soviétique (URS) | Allemagne (EUA)        |
| Mexico 1968                        | Union soviétique (URS)     | Hongrie (HUN)          | Roumanie (ROU)         |
| Munich 1972                        | Union soviétique (URS)     | Hongrie (HUN)          | Roumanie (ROU)         |
| Montréal 1976                      | Union soviétique (URS)     | France (FRA)           | Hongrie (HUN)          |
| Moscou 1980                        | France (FRA)               | Union soviétique (URS) | Hongrie (HUN)          |
| Los Angeles 1984                   | RFA (FRG)                  | Roumanie (ROU)         | France (FRA)           |
| Séoul 1988                         | RFA (FRG)                  | Italie (ITA)           | Hongrie (HUN)          |
| Barcelone 1992                     | Italie (ITA)               | Allemagne (GER)        | Roumanie (ROU)         |
| Atlanta 1996 (Résultats détaillés) | Italie (ITA)               | Roumanie (ROU)         | Allemagne (GER)        |
| Sydney 2000 (Résultats détaillés)  | Italie (ITA)               | Pologne (POL)          | Allemagne (GER)        |
| Athènes 2004                       | Épreuve non programmée     | Épreuve non programmée | Épreuve non programmée |
| Pékin 2008 (Résultats détaillés)   | Russie (RUS)               | États-Unis (USA)       | Italie (ITA)           |
| Londres 2012 (Résultats détaillés) | Italie (ITA)               | Russie (RUS)           | Corée du Sud (KOR)     |
| Rio de Janeiro 2016                | Épreuve non programmée     | Épreuve non programmée | Épreuve non programmée |
| Tokyo 2020 (Résultats détaillés)   | Comité olympique de Russie | France                 | Italie                 |
| Paris 2024 (Résultats détaillés)   | États-Unis                 | Italie                 | Japon                  |

#### Épéeféminine équipes
| Édition                                   | Or                     | Argent                 | Bronze                 |
| Atlanta 1996 (Résultats détaillés)        | France (FRA)           | Italie (ITA)           | Russie (RUS)           |
| Sydney 2000 (Résultats détaillés)         | Russie (RUS)           | Suisse (SUI)           | Chine (CHN)            |
| Athènes 2004 (Résultats détaillés)        | Russie (RUS)           | Allemagne (GER)        | France (FRA)           |
| Pékin 2008                                | Épreuve non programmée | Épreuve non programmée | Épreuve non programmée |
| Londres 2012 (Résultats détaillés)        | Chine (CHN)            | Corée du Sud (KOR)     | États-Unis (USA)       |
| Rio de Janeiro 2016 (Résultats détaillés) | Roumanie (ROM)         | Chine (CHN)            | Russie (RUS)           |
| Tokyo 2020 (Résultats détaillés)          | Estonie                | Corée du Sud           | Italie                 |
| Paris 2024 (Résultats détaillés)          | Italie                 | France                 | Pologne                |

#### Sabreféminin équipes
| Édition                                   | Or                         | Argent                 | Bronze                 |
| Pékin 2008 (Résultats détaillés)          | Ukraine (UKR)              | Chine (CHN)            | États-Unis (USA)       |
| Londres 2012                              | Épreuve non programmée     | Épreuve non programmée | Épreuve non programmée |
| Rio de Janeiro 2016 (Résultats détaillés) | Russie (RUS)               | Ukraine (UKR)          | États-Unis (USA)       |
| Tokyo 2020 (Résultats détaillés)          | Comité olympique de Russie | France                 | Corée du Sud           |
| Paris 2024 (Résultats détaillés)          | Ukraine                    | Corée du Sud           | Japon                  |

## Tableau des médailles
| Rang  | Pays                        | Médaille d'or | Médaille d'argent | Médaille de bronze | Total |
| ----- | --------------------------- | ------------- | ----------------- | ------------------ | ----- |
| 1     | Italie                      | 49            | 43                | 33                 | 125   |
| 2     | France                      | 44            | 42                | 37                 | 123   |
| 3     | Hongrie                     | 37            | 23                | 27                 | 87    |
| 4     | Union soviétique            | 18            | 15                | 16                 | 49    |
| 5     | Russie                      | 13            | 5                 | 8                  | 26    |
| 6     | Allemagne de l'Est          | 7             | 8                 | 1                  | 16    |
| 7     | Allemagne                   | 6             | 8                 | 11                 | 25    |
| 8     | Cuba                        | 5             | 5                 | 6                  | 16    |
| 9     | Pologne                     | 4             | 9                 | 9                  | 22    |
| 10    | Chine                       | 4             | 7                 | 3                  | 14    |
| 11    | Roumanie                    | 4             | 5                 | 7                  | 16    |
| 12    | Corée du Sud                | 4             | 2                 | 5                  | 11    |
| 13    | Belgique                    | 3             | 3                 | 4                  | 10    |
| 14    | États-Unis                  | 2             | 9                 | 14                 | 25    |
| 15    | Suède                       | 2             | 3                 | 2                  | 7     |
| 16    | Grèce                       | 2             | 1                 | 1                  | 4     |
| 17    | Ukraine                     | 2             | 1                 | 3                  | 6     |
| 18    | Royaume-Uni                 | 1             | 8                 | 0                  | 9     |
| 19    | Suisse                      | 1             | 4                 | 3                  | 8     |
| 20    | Danemark                    | 1             | 2                 | 3                  | 6     |
| 21    | Équipe unifiée de l’ex-URSS | 1             | 2                 | 2                  | 5     |
| 22    | Autriche                    | 1             | 1                 | 5                  | 7     |
| 23    | Équipe mixte                | 1             | 0                 | 0                  | 1     |
| 23    | Venezuela                   | 1             | 0                 | 0                  | 1     |
| 24    | Japon                       | 0             | 2                 | 0                  | 2     |
| 25    | Mexique                     | 0             | 1                 | 0                  | 1     |
| 25    | Allemagne de l'Ouest        | 0             | 1                 | 0                  | 1     |
| 25    | Égypte                      | 0             | 1                 | 0                  | 1     |
| 25    | Norvège                     | 0             | 1                 | 0                  | 1     |
| 26    | Pays-Bas                    | 0             | 0                 | 5                  | 5     |
| 27    | Bohême                      | 0             | 0                 | 2                  | 2     |
| 28    | Argentine                   | 0             | 0                 | 1                  | 1     |
| 28    | Portugal                    | 0             | 0                 | 1                  | 1     |
| 28    | Espagne                     | 0             | 0                 | 1                  | 1     |
| 28    | Tunisie                     | 0             | 0                 | 1                  | 1     |
| Total | Total                       | 211           | 211               | 209                | 631   |